# Národní parky v Norsku

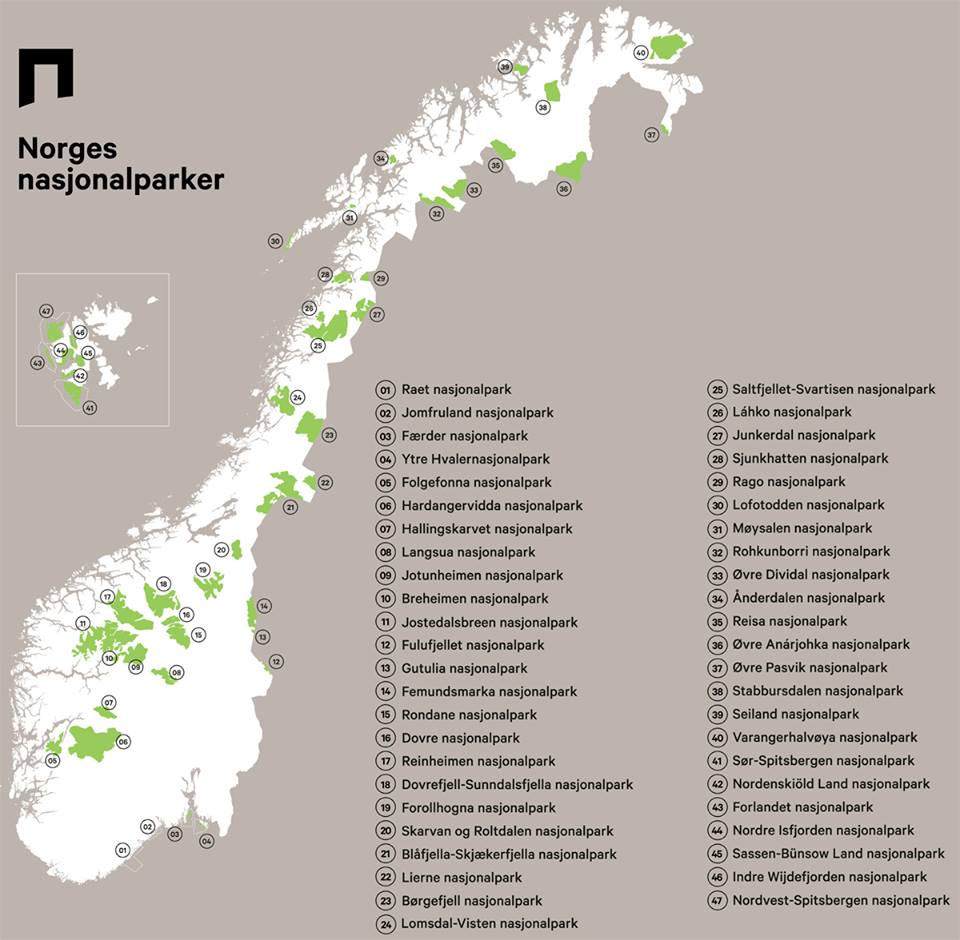
Národní parky na území Norska (stav v červnu 2018)

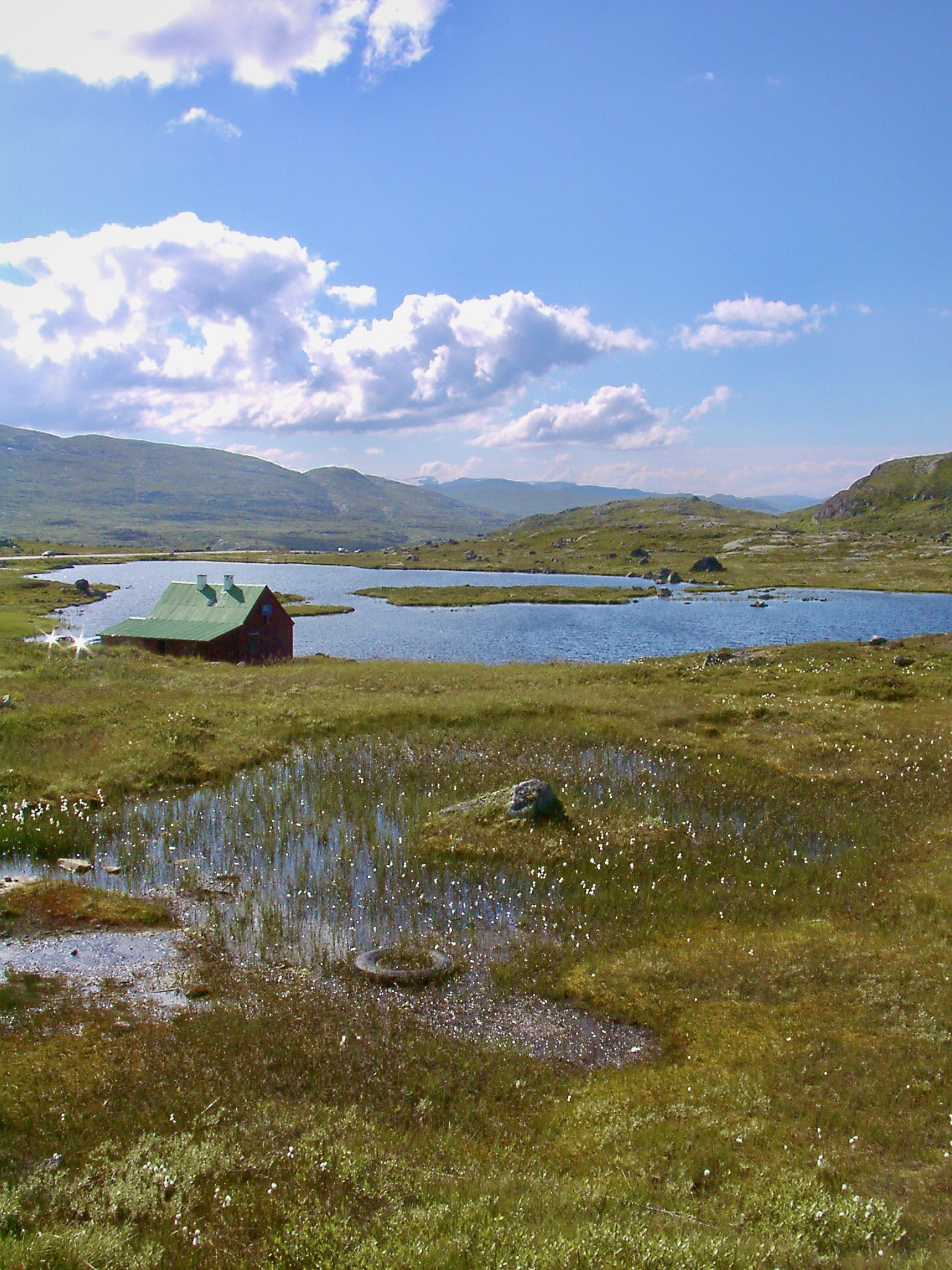
Pohled na náhorní plošinu národního parku Hardangervidda

Seznam národních parků v Norsku ke konci roku 2019 zahrnoval 40 národních parků na pevninském území Norska a 7 národních parků na území souostroví Špicberk (Svalbardu).

## Národní parky na pevnině a blízko pevniny
| Národní park                           | Kraj                                 | Plocha (km²) | Rok založení |
| -------------------------------------- | ------------------------------------ | ------------ | ------------ |
| Národní park Ånderdalen                | Troms                                | 125          | 1970         |
| Národní park Blåfjella-Skjækerfjella   | Trøndelag                            | 1924         | 2004         |
| Národní park Breheimen                 | Innlandet, Vestland                  | 1671         | 2009         |
| Národní park Børgefjell                | Trøndelag, Nordland                  | 1447         | 1963         |
| Národní park Dovre                     | Innlandet                            | 289          | 2003         |
| Národní park Dovrefjell-Sunndalsfjella | Møre a Romsdal, Innlandet, Trøndelag | 1693         | 2002         |
| Národní park Færder                    | Vestfold                             | 340          | 2013         |
| Národní park Femundsmarka              | Innlandet, Trøndelag                 | 390          | 1971         |
| Národní park Folgefonna                | Vestland                             | 545          | 2005         |
| Národní park Forollhogna               | Trøndelag, Innlandet                 | 1062         | 2001         |
| Národní park Fulufjellet               | Innlandet                            | 82,5         | 2012         |
| Národní park Gutulia                   | Innlandet                            | 23           | 1968         |
| Národní park Hallingskarvet            | Buskerud a Vestland                  | 450          | 2006         |
| Národní park Hardangervidda            | Buskerud, Vestland, Telemark         | 3422         | 1981         |
| Národní park Jomfruland                | Telemark                             | 116          | 2016         |
| Národní park Jostedalsbreen            | Vestland                             | 1310         | 1991         |
| Národní park Jotunheimen               | Innlandet, Vestland                  | 1145         | 1980         |
| Národní park Junkerdal                 | Nordland                             | 682          | 2004         |
| Národní park Láhko                     | Nordland                             | 188          | 2012         |
| Národní park Langsua                   | Innlandet                            | 537          | 2011         |
| Národní park Lierne                    | Trøndelag                            | 333          | 2004         |
| Národní park Lofotodden                | Nordland                             | 99           | 2018         |
| Národní park Lomsdal-Visten            | Nordland                             | 1102         | 2009         |
| Národní park Møysalen                  | Nordland                             | 51           | 2003         |
| Národní park Øvre Anarjóhka            | Finnmark                             | 1390         | 1975         |
| Národní park Øvre Dividal              | Troms                                | 743          | 1971         |
| Národní park Øvre Pasvik               | Finnmark                             | 119          | 1970         |
| Národní park Raet                      | Agder                                | 608          | 2016         |
| Národní park Rago                      | Nordland                             | 167          | 1971         |
| Národní park Reinheimen                | Innlandet, Møre a Romsdal            | 1969         | 2006         |
| Národní park Reisa                     | Troms                                | 803          | 1986         |
| Národní park Rohkunborri               | Troms                                | 571          | 2011         |
| Národní park Rondane                   | Innlandet                            | 963          | 1962         |
| Národní park Saltfjellet a Svartisen   | Nordland                             | 2105         | 1989         |
| Národní park Seiland                   | Finnmark                             | 316          | 2006         |
| Národní park Sjunkhatten               | Nordland                             | 418          | 2010         |
| Národní park Skarvan og Roltdalen      | Trøndelag                            | 441          | 2004         |
| Národní park Stabbursdalen             | Finnmark                             | 747          | 1970         |
| Národní park Varangerhalvøya           | Finnmark                             | 1804         | 2006         |
| Národní park Ytre Hvaler               | Østfold                              | 354          | 2009         |

## Národní parky na Špicberkách

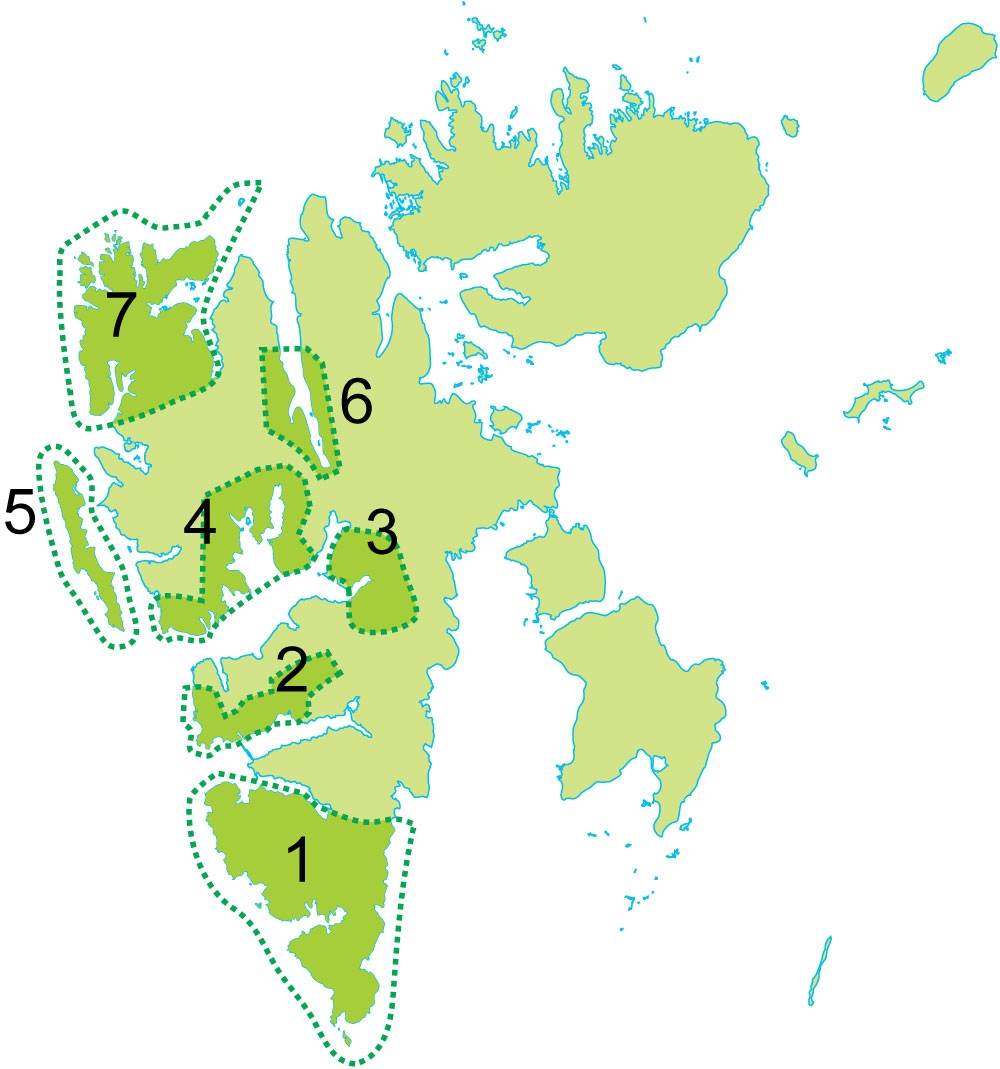
Národní parky na Špicberkách

| Národní park                      | Plocha (km²)                          | Založen |
| --------------------------------- | ------------------------------------- | ------- |
| Národní park Forlandet            | 4647 celkem; 616 pevnina; 4031 moře   | 1973    |
| Národní park Indre Wijdefjorden   | 1127 celkem; 745 pevnina; 382 moře    | 2003    |
| Národní park Nordenskiöld         | 1362 celkem; 1207 pevnina; 155 moře   | 2003    |
| Národní park Nordre Isfjorden     | 2954 celkem; 2050 pevnina; 904 moře   | 2003    |
| Národní park Nordvest-Spitsbergen | 9914 celkem; 3683 pevnina; 6231 moře  | 1973    |
| Národní park Sassen-Bünsow        | 1230 celkem; 1157 pevnina; 73 moře    | 2003    |
| Národní park Sør-Spitsbergen      | 13282 celkem; 5025 pevnina; 8257 moře | 1973    |

## Galerie

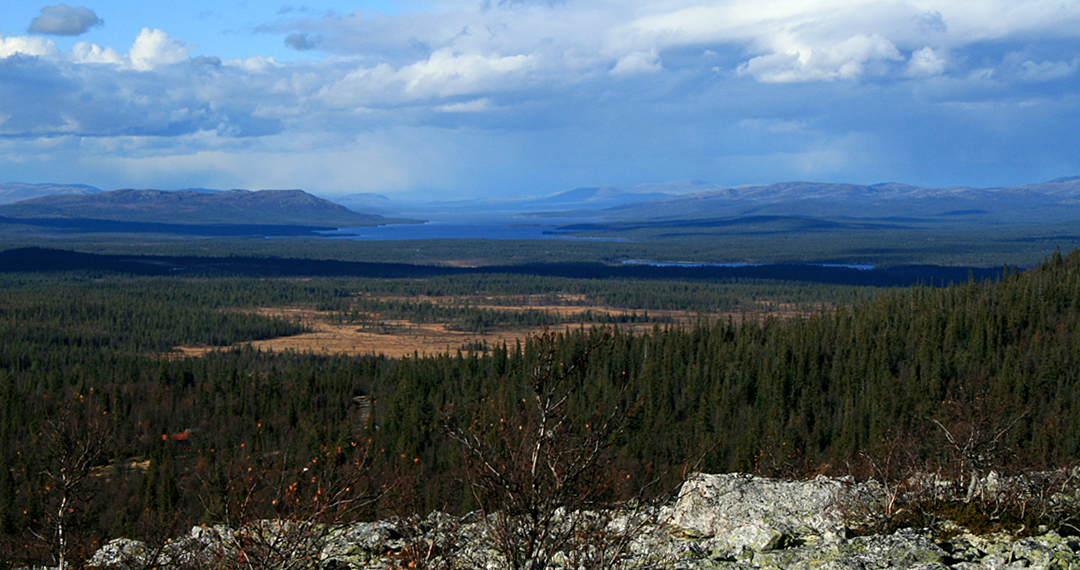
NP Femundsmarka
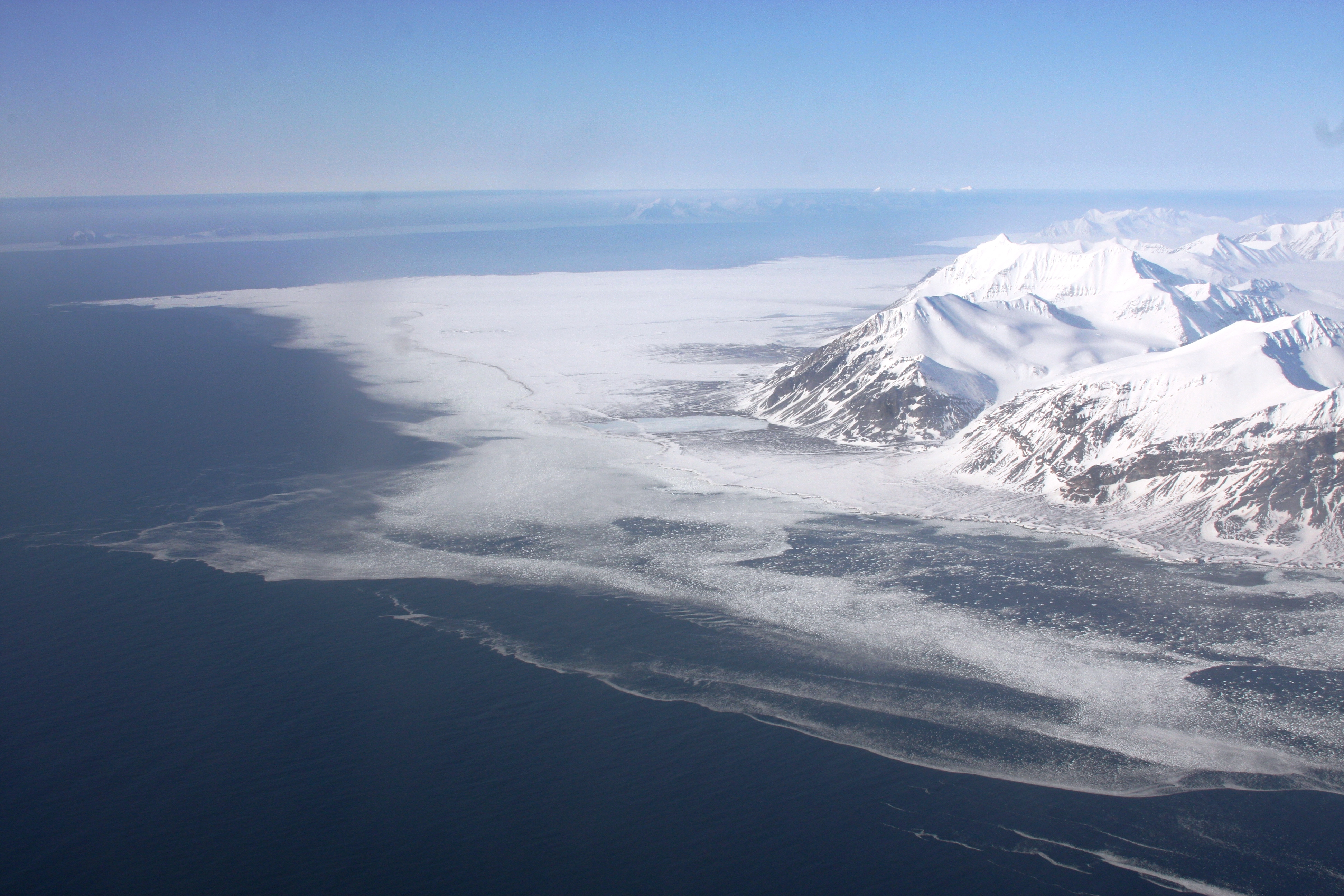
NP Nordre Isfjorden (Špicberky)
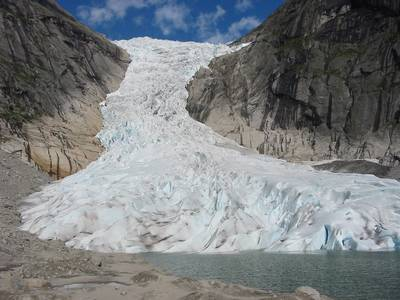
NP Jostedalsbreen
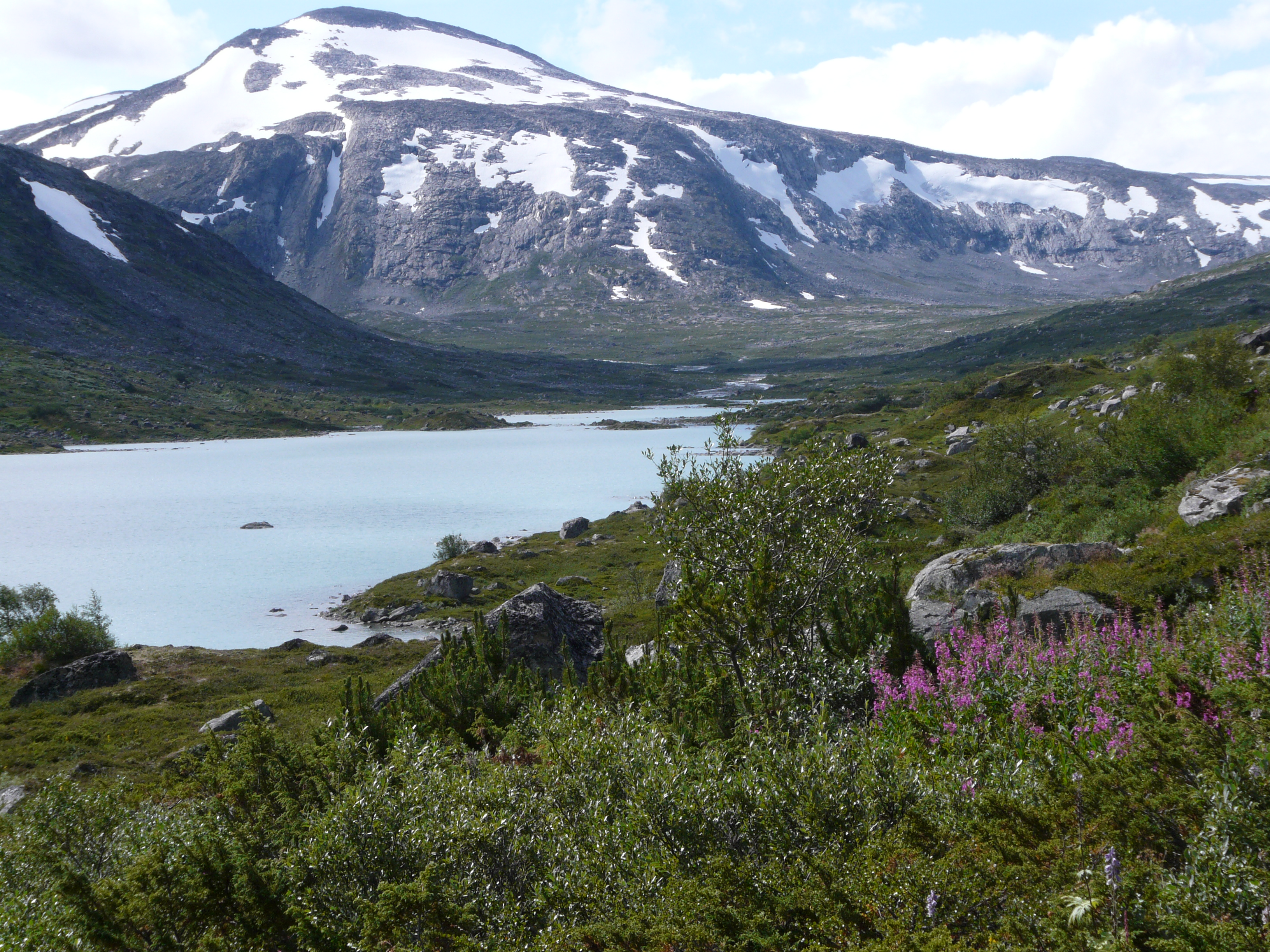
NP Breheimen
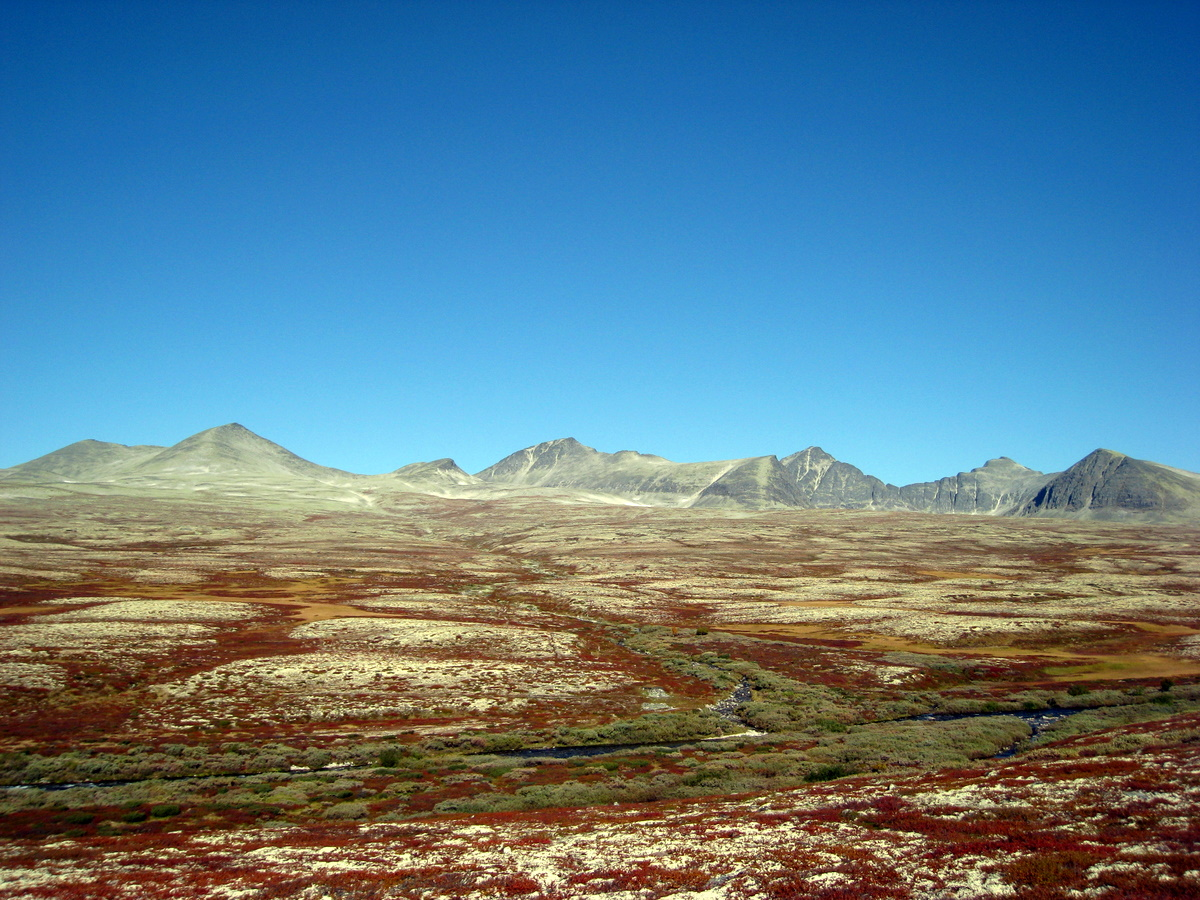
NP Rondane